# 阿拉德河

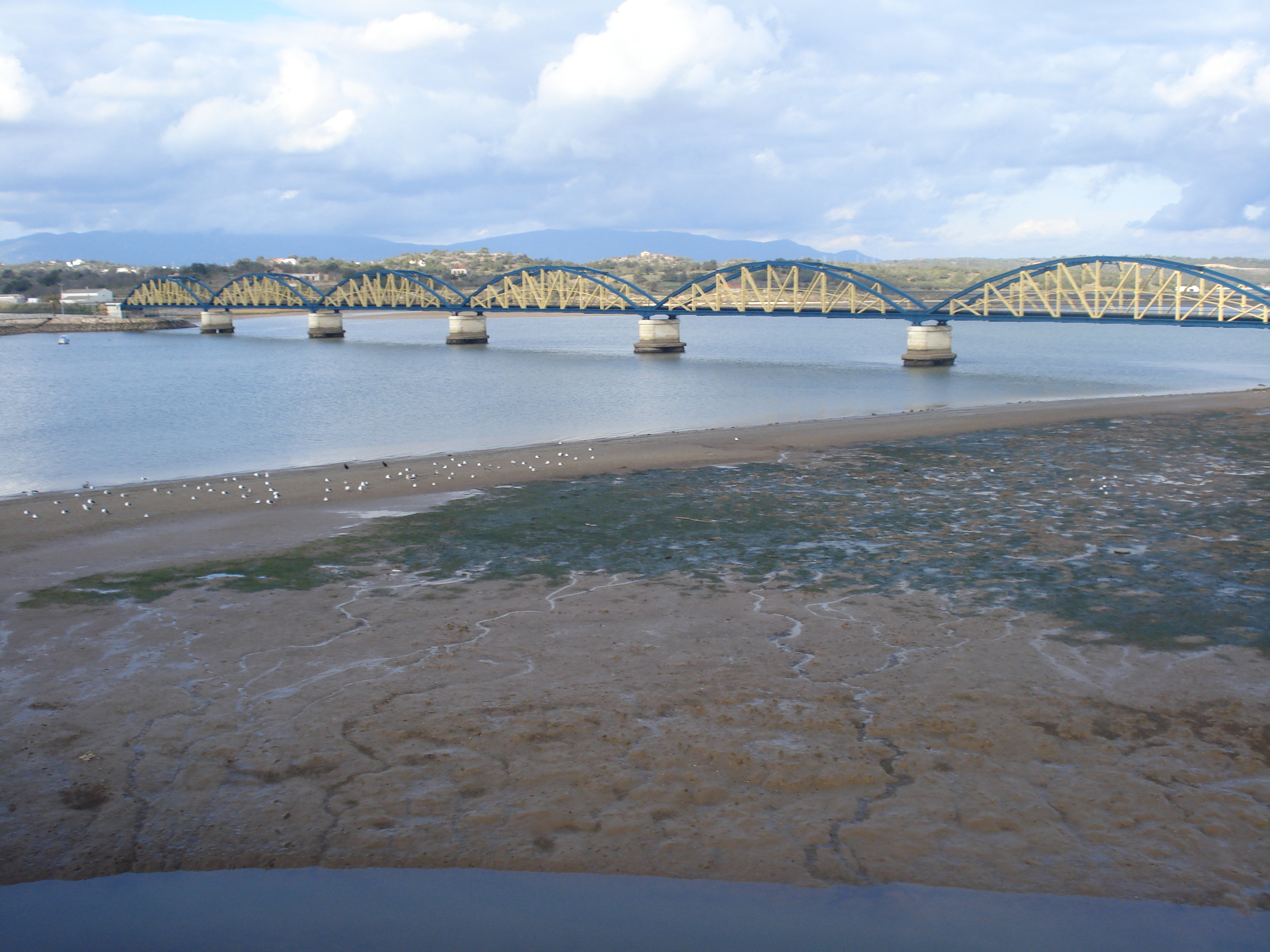

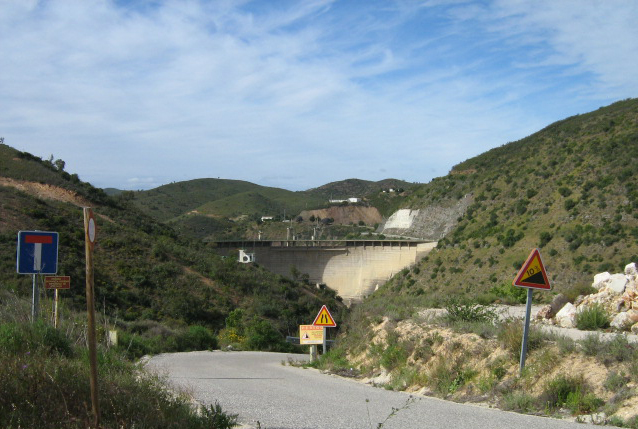

阿拉德河是葡萄牙的河流，位於該國南部阿爾加維，河道全長75公里，發源自卡爾德隆山脈，最終注入大西洋，河畔城鎮有波爾蒂芒和錫爾維什。
37°06′40″N 8°31′26″W / 37.111°N 8.524°W